# 28669 Bradhelsel
28669 Bradhelsel è un asteroide della fascia principale. Scoperto nel 2000, presenta un'orbita caratterizzata da un semiasse maggiore pari a 2,2152638 UA e da un'eccentricità di 0,0829931, inclinata di 2,77725° rispetto all'eclittica.